# F Is for Family
F is for Family és una sitcom animada per a adults creada per Bill Burr i Michael Price i produïda per Gaumont International Television i Wild West Television de Vince Vaughn. La sèrie segueix una família disfuncional i suburbana [i irlandoamericana] que s'estableix als principis dels anys 70. Es va estrenar el 18 de desembre de 2015, i va rebre crítiques generalment favorables. La segona temporada es va estrenar el 30 de maig de 2017. El 28 de juny de 2017 va ser renovada per una tercera temporada. L'1 de juliol de 2018, Burr va confirmar la tercera temporada, i el 30 de novembre de 2018 es va estrenar. El 24 de gener de 2019 es va renovar de nou la sèrie i la quarta temporada té previst d'estrenar-se el 2020.